# Parafia św. Jana Pawła II w Piotrkowie Trybunalskim
Parafia pw. św. Jana Pawła II w Piotrkowie Trybunalskim – rzymskokatolicka parafia w dekanacie piotrkowskim, należącym do archidiecezji łódzkiej. Parafia ta jest pierwszą w archidiecezji łódzkiej noszącą imię św. papieża Jana Pawła II.

## Historia parafii
Parafię erygował 27 listopada 2011 arcybiskup Władysław Ziółek. Pierwszym proboszczem został mianowany ksiądz Tomasz Bartczak.
9 marca 2012 parafialna wspólnota otrzymała z rąk kardynała Stanisława Dziwisza relikwię, maleńki kawałeczek materiału nasączony krwią patrona, św. Jana Pawła II.
W kwietniu 2012 zakończono prace przy budowie tymczasowej kaplicy parafialnej. Została ona poświęcona 29 kwietnia 2012 podczas uroczystej mszy świętej sprawowanej przez arcybiskupa Władysława Ziółka. W trakcie uroczystości abp Ziółek podarował parafii kamień z grobu św. Jana Pawła II. Ofiarowany kamień wcześniej otrzymał od sekretarza stanu Stolicy Apostolskiej kard. Tarcisia Bertone. Kaplica parafialna została przewieziona do Piotrkowa Trybunalskiego z Łasku. Służyła wcześniej wiernym parafii św. Faustyny w Łasku. Dzięki uprzejmości ówczesnego proboszcza wspomnianej parafii, ks. Jarosława Wojtala, a także pomocy wielu osób udało się sprawnie przetransportować oraz złożyć poszczególne elementy kaplicy.
Budowę kościoła parafialnego rozpoczęto 27 sierpnia 2013 roku. Świątynia wznoszona jest według projektu architekta inż. Jana Gorgula. W zamyśle będzie to budowla jednonawowa, połączona z plebanią.

## Zasięg parafii
Parafia pw. św. Jana Pawła II liczy ok. 5,5 tys. wiernych.
Ulice: Brzozowa, Bystra, Cedrowa, Czysta, Dębowa, Diamentowa, W. Doroszewskiego, Głęboka, Jarzębinowa, Kamienna, Klonowa, H. Kołłątaja, M. Konopnickiej, Kostromska (numery parzyste od Wojska Polskiego do Słowackiego), Letnia, Liściasta, Lipowa, A.F. Modrzewskiego, J. Matejki, Płytka, Polna (od Kostromskiej do końca), Przelotowa, M. Reja, T. Rejtana, Rzeczna,  J. Słowackiego (numery nieparzyste od Kostromskiej do autostrady oraz wszystkie domy za autostradą leżące w granicach Piotrkowa Trybunalskiego), Stawowa, Twardosławicka, Urwista, Wojska Polskiego (numery parzyste od Kostromskiej do końca), L. Zamenhofa, Zawodzie, Źródlana.

## Proboszczowie
- ks.Tomasz Bartczak (2011–2015)[6]
- ks. Jacek Tyluś (od 2015)[6]

## Grupy parafialne
- Asysta parafialna
- Koło Żywego Różańca
- Różaniec Rodziców za Dzieci
- Ministranci

## Galeria zdjęć

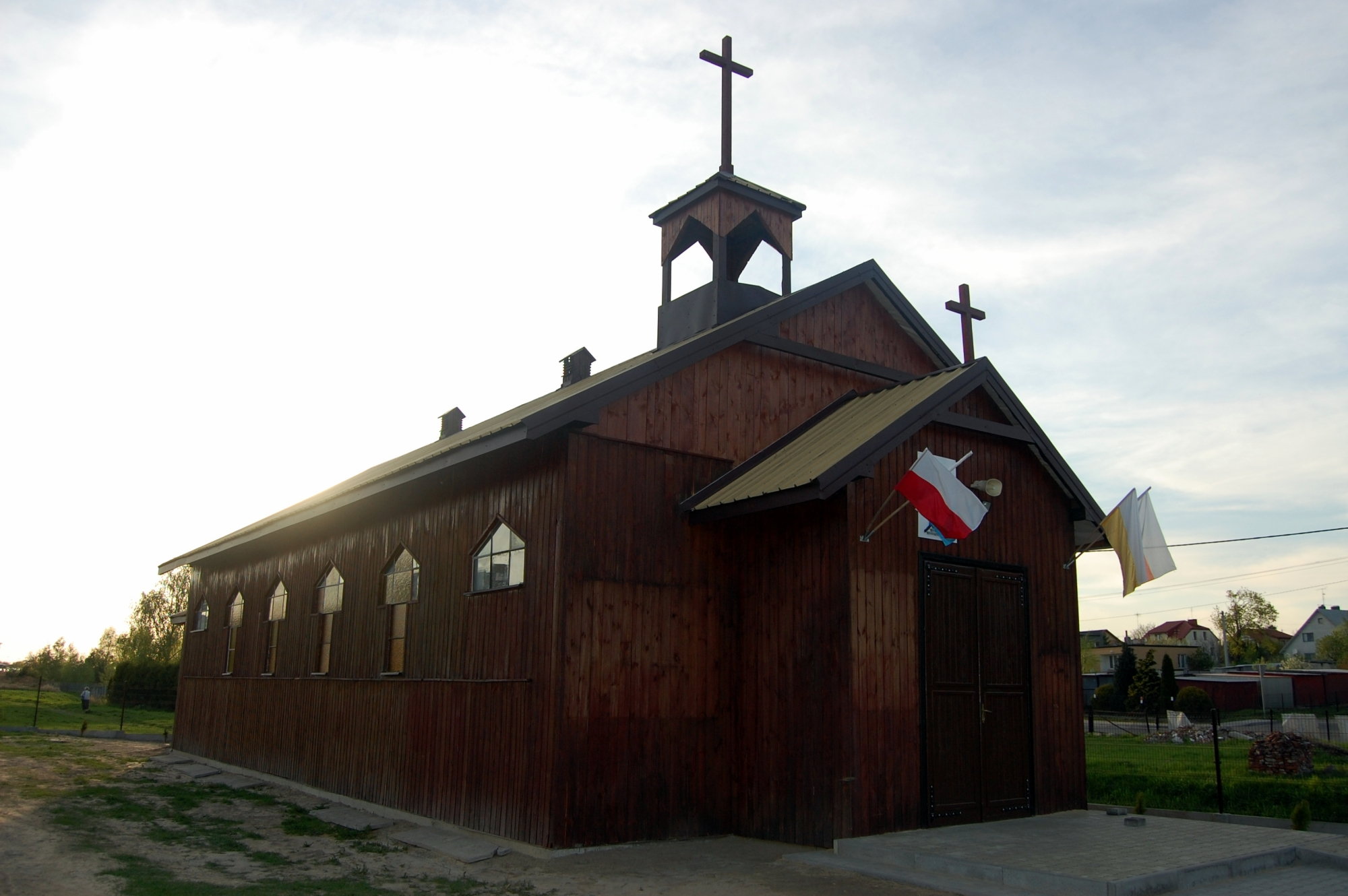
Widok na kaplicę parafialną
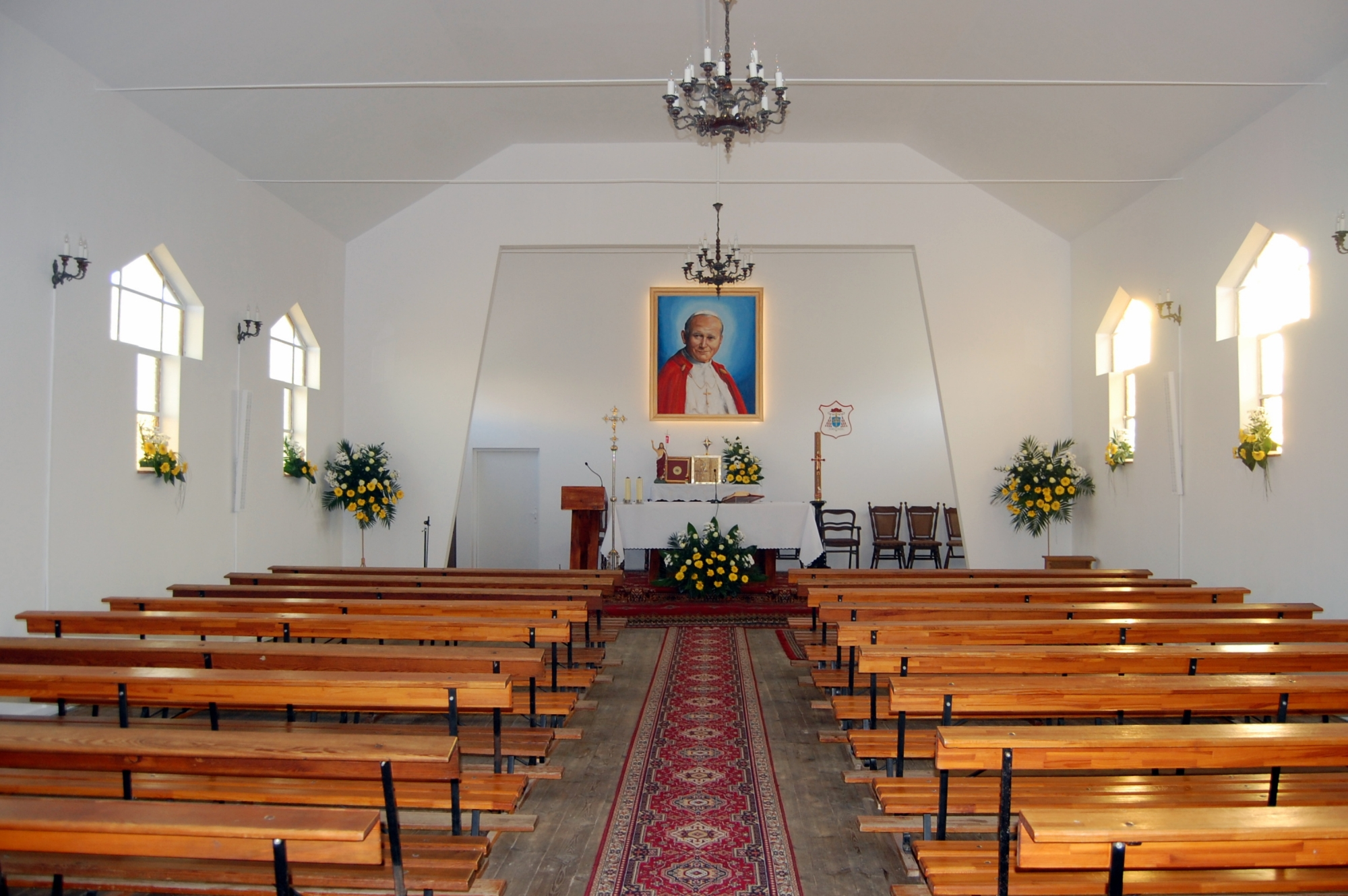
Widok wnętrza kaplicy
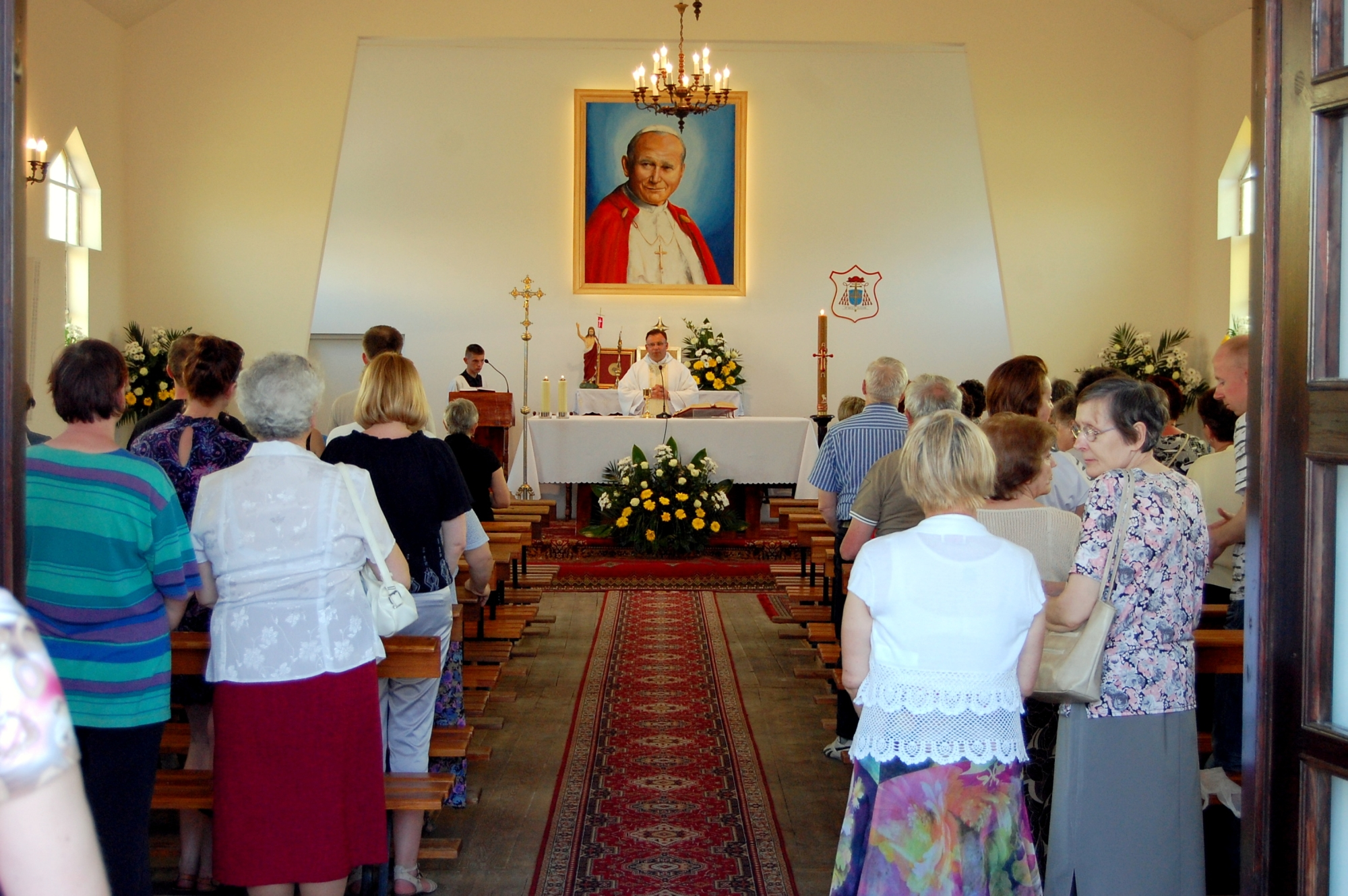
Kaplica wypełniona wiernymi – widok na prezbiterium z obrazem św. Jana Pawła II